# Allochytridium expandens
Allochytridium expandens är en svampart som beskrevs av Salkin 1970. Allochytridium expandens ingår i släktet Allochytridium och familjen Endochytriaceae.   Inga underarter finns listade i Catalogue of Life.